# Eremo di Grottafucile
L'Eremo di Grottafucile è un edificio religioso situato nei pressi del Monte Revellone, all'interno del comune di Fabriano (provincia di Ancona), nelle immediate vicinanze del borgo di Castelletta, a circa 360 m s.l.m.

## Storia
La storia di questo eremo inizia con la sua costruzione nel 1227 per mano di san Silvestro Guzzolini, ritiratosi in questa grotta a causa di dissapori, di ordine teologico, con il vescovo della Diocesi di Osimo, Sinibaldo.
Silvestro era nato ad Osimo e si ritirò a vita eremitica in questa spelonca naturale che si affaccia sulla Gola della Rossa, donatagli dal suo proprietario Corrado di Rovellone, di nobile famiglia fabrianese.
Dedicatosi alla vita contemplativa, San Silvestro fu presto raggiunto da altri chierici e l'eremo cominciò a prendere forma di monastero. Preoccupato per l'ascendente che Silvestro cominciava ad avere sulle comunità delle montagne intorno all'eremo, papa Gregorio IX inviò, nel 1228, due suoi emissari, entrambi frati domenicani: fra' Napoleone e fra' Riccardo, con lo scopo di convincere il santo eremita a confluire, insieme ai confratelli, nell'Ordine benedettino.

## Il monastero e la chiesa
Nella Vita Sanctissimi Silvestri confessoris et mirifici heremite, oggi conservata tra le carte del monastero di Montefano, si ha naturalmente una versione spirituale della scelta del luogo dell'eremo di Grottafucile.
Il santo eremita arrivato a Grottafucile avrebbe esclamato:
Ovvero:
Nel corso degli anni l'eremo si ampliò e cominciò a prendere forma di un piccolo monastero; i monaci adattarono le grotte a rifugi meno battuti dalle intemperie e dal clima rigido della zona. Le grotte furono trasformate in celle (ancora oggi si possono vedere i lavori di traforo per adattarle a giacigli) e la piccola area davanti alla grotta divenne un cortile con un pozzo centrale.
Il santo eremita vedendo il numero dei seguaci aumentare fu costretto nel 1231 a spostarsi nella meno angusta Abbazia di Montefano, sopra la città di Fabriano, la cui costruzione risale appunto a detto anno, e i suoi monaci presero il nome di Congregazione benedettina di Montefano, che fu poi trasformata successivamente in Congregazione silvestrina.
Non per questo Grottafucile fu abbandonata, anzi nel 1265 l'eremo primigenio fu ingrandito e trasformati definitivamente in monastero. Intorno al 1231 era già iniziata la costruzione di una chiesa, sempre di dimensioni ridotte, dedicata alla Madonna, che prese il nome di "Santa Maria a Grottafucile". La chiesa fu costruita in stile gotico italiano e rimase in funzione anche dopo l'abbandono del contiguo monastero intorno al 1440.
Si vedono oggi dei restauri cinquecenteschi per il rinforzo della struttura con l'apertura di nuovi portali che davano accesso al cortile del monastero. Del vecchio monastero rimangono ancora una sala capitolare voltata a botte e le mura esterne della chiesa.
Durante una visita, nel 1844, Filippo Bigioli così descriveva lo stato dell'eremo:
(Filippo Bigioli, Il perfetto leggendario ovvero vite de' santi, Roma 1847)
Successivamente, alla fine del XIX secolo, il sito fu definitivamente abbandonato e il monte acquistato da una famiglia della sottostante località di Pontechiaradovo, nel comune di Genga. Inoltre l'apertura di una cava alla base dell'eremo e la successiva costruzione della galleria della Gola della Rossa ne misero in pericolo la stabilità. Ma negli anni '70 del XX secolo l'allora Ministero dell'Istruzione bloccò i lavori per tutelare le sue ultime vestigia.